# Mitsubishi MR
Mitsubishi MR — автомобильная платформа, разработанная компанией Mitsubishi Motors в 2003 году и выпускавшаяся с января 2006 по 2021 год.

## Описание
Платформа Mitsubishi MR разработана для Mitsubishi i. Индекс MR обозначает среднемоторную, заднеприводную компоновку, за исключением спортивных автомобилей (Mitsubishi Racing).
Также компания устанавливала платформу на концепт-кары i-Concept и Se-Ro. На этой же платформе выпускались электромобили  Concept-CT, i-MiEV, и i MiEV Sport.